# Звёздочка (Крым)
Звёздочка (до 1948 года Ирги́з; укр. Звьоздочка, крымскотат. İrgiz, Иргиз) — исчезнувшее село в Джанкойском районе Республики Крым, располагавшееся на северо-западе района, в степной части Крыма, на берегу маловодного оврага Кохайск (сейчас — балка Целинная) примерно в 1 км к востоку от современного села Тутовое.

### Динамика численности населения
| - 1805 год — 48 чел. - 1864 год — 58 чел. - 1892 год — 0 чел. - 1900 год — 40 чел. | - 1915 год — 63/25 чел. - 1926 год — 108 чел. - 1939 год — 91 чел. |

## История
Первое документальное упоминание села встречается в Камеральном Описании Крыма… 1784 года, судя по которому, в последний период Крымского ханства Хыркыз входили в Сакал кадылык Перекопского каймаканства. После присоединения Крыма к России (8) 19 апреля 1783 года, (8) 19 февраля 1784 года, именным указом Екатерины II сенату, на территории бывшего Крымского Ханства была образована Таврическая область и деревня была приписана к Перекопскому уезду. После Павловских реформ, с 1796 по 1802 год, входила в Перекопский уезд Новороссийской губернии. По новому административному делению, после создания 8 (20) октября 1802 года Таврической губернии, Иргиз был включён в состав Джанайской волости Перекопского уезда.
По Ведомости о всех селениях в Перекопском уезде состоящих с показанием в которой волости сколько числом дворов и душ… от 21 октября 1805 года в деревне Иргиз числилось 6 дворов, 46 крымских татар и 2 ясыров. На военно-топографической карте генерал-майора Мухина 1817 года деревня Иркиз обозначена с 8 дворами. После реформы волостного деления 1829 года Иргиз, согласно «Ведомости о казённых волостях Таврической губернии 1829 года», остался в составе Джанайской волости. На карте 1836 года в деревне 3 двора, а на карте 1842 года Иргыз обозначен условным знаком «малая деревня», то есть, менее 5 дворов.
В 1860-х годах, после земской реформы Александра II, деревню включили в состав Бурлак-Таминской волости. В «Списке населённых мест Таврической губернии по сведениям 1864 года», составленном по результатам VIII ревизии 1864 года, Иргиз — владельческая татарская деревня, с 11 дворами, 58 жителями и мечетью при колодцах. На карте 1865—76 года в деревне Иргыз обозначено 3 двора. Согласно «Памятной книжке Таврической губернии за 1867 год», деревня стояла покинутая, ввиду эмиграции крымских татар, особенно массовой после Крымской войны 1853—1856 годов, в Турцию. По «Памятной книге Таврической губернии 1889 года», по результатам Х ревизии 1887 года, в деревне Иргиз, уже Ишуньской волости, числилось 20 дворов и 100 жителей.
После земской реформы 1890 года Иргиз отнесли к Богемской волости. В «…Памятной книжке Таврической губернии на 1892 год» в сведениях о Богемской волости никаких данных о деревне, кроме названия, не приведено. По «…Памятной книжке Таврической губернии на 1900 год» в посёлке Иргиз числилось 40 жителей в 7 дворах. По Статистическому справочнику Таврической губернии. Ч.II-я. Статистический очерк, выпуск пятый Перекопский уезд, 1915 год, в деревне Иргиз (братьев Зейнамиевых) Богемской волости Перекопского уезда числилось 12 дворов (все дворы безземельные) с татарским населением в количестве 63 человек приписных жителей и 25 — «посторонних», из которых 47 мужчин и 41 женщина. Жители владели 402 десятинами удобной земли. В хозяйствах имелось 20 лошадей, 7 коров и 300 голов мелкого скота.
После установления в Крыму Советской власти, по постановлению Крымревкома от 8 января 1921 года № 206 «Об изменении административных границ» была упразднена волостная система и в составе Джанкойского уезда был создан Джанкойский район. В 1922 году уезды преобразовали в округа. 11 октября 1923 года, согласно постановлению ВЦИК, в административное деление Крымской АССР были внесены изменения, в результате которых округа были ликвидированы, основной административной единицей стал Джанкойский район и село включили в его состав. Согласно Списку населённых пунктов Крымской АССР по Всесоюзной переписи 17 декабря 1926 года, в селе Иргиз (татарский), Джаракского сельсовета Джанкойского района, числилось 9 дворов, все крестьянские, население составляло 33 человека, все татары. По данным всесоюзной переписи населения 1939 года в селе проживал 91 человек.
В 1944 году, после освобождения Крыма от фашистов, согласно постановлению ГКО № 5859 от 11 мая 1944 года, 18 мая крымские татары были депортированы в Среднюю Азию. 12 августа 1944 года было принято постановление № ГОКО-6372с «О переселении колхозников в районы Крыма» и в сентябре 1944 года в район приехали первые новоселы (27 семей) из Каменец-Подольской и Киевской областей, а в начале 1950-х годов последовала вторая волна переселенцев из различных областей Украины. С 25 июня 1946 года Иргиз в составе Крымской области РСФСР. Видимо, опустевший после депортации Иргиз (татарский) не возрождали, а порядком опустевшие сёла (существовал ещё Иргиз (русский)) указом Президиума Верховного Совета РСФСР от 18 мая 1948 года, как просто Иргиз, переименовали в Звёздочку. 26 апреля 1954 года Крымская область была передана из состава РСФСР в состав УССР. Ликвидировано до 1960 года, поскольку в «Справочнике административно-территориального деления Крымской области на 15 июня 1960 года» селение уже не значилось (согласно справочнику «Крымская область. Административно-территориальное деление на 1 января 1968 года» — в период с 1954 по 1968 годы как село Лобановского сельсовета).

### Иргиз (русский)
Встречается только в Списке населённых пунктов Крымской АССР по Всесоюзной переписи 17 декабря 1926 года, согласно которому в селе Иргиз (русский), Джаракского сельсовета Джанкойского района, числился 21 двор, все крестьянские, население составляло 75 человек, из них 38 русских, 33 армянина, 3 украинца, 1 записан в графе «прочие».